# Koenraad IX de Zwarte
Koenraad IX de Zwarte (circa 1415 – 14 augustus 1471) was van 1450 tot 1471 hertog van Oels, Cosel en de helft van Bytom en van 1450 tot 1452 hertog van de helft van Steinau. Hij behoorde tot de Silezische tak van het huis Piasten.

## Levensloop
Koenraad IX was de oudste zoon van hertog Koenraad V Kantner van Oels en diens echtgenote Margaretha, wier herkomst onbekend is.
Na de dood van zijn vader in 1439 werd Koenraad samen met zijn jongere broer Koenraad X de Witte door hun oom Koenraad VII de Witte van de erfopvolging uitgesloten. De broers waren het daar niet mee eens en zetten in 1450 Koenraad VII af. Koenraad IX de Zwarte en Koenraad X de Witte bestuurden vanaf dan gezamenlijk de hertogdommen Oels en Cosel en de helft van de hertogdommen Bytom en Steinau. In 1452 besloten de twee broers om hun gezamenlijke bezittingen onderling te verdelen, waarbij Koenraad IX de hertogdommen Oels en Cosel en de helft van het hertogdom Bytom behield. 
In de oorlogen tussen het koninkrijk Bohemen en het koninkrijk Hongarije koos Koenraad de Zwarte aanvankelijk de kant van de Boheemse koning George van Podiebrad. In 1459 legde hij samen met zijn broer Koenraad X een eed van trouw af aan George van Podiebrad, op voorwaarde dat hij hen bevestigde als de heersers van de eigendommen van hun vader. Toen de Hongaren echter Silezië binnenvielen, verbraken Koenraad IX en Koenraad X echter de alliantie met George van Podiebrad en werden ze bondgenoten van de Hongaarse koning Matthias Corvinus. 
In 1459 kocht Koenraad de Zwarte de andere helft van het hertogdom Bytom over van de hertogen van Teschen voor 1.700 muntstukken. Hierdoor kon hij het volledige hertogdom Bytom herenigen, dat sinds 1355 gesplitst was.
In 1471 overleed Koenraad IX. Zijn broer erfde daarop het grootste deel van zijn domeinen. Het hertogdom Oels en het district Bernstadt gingen echter naar zijn weduwe Margaretha. 

## Huwelijk en nakomelingen
In 1453 huwde Koenraad IX met Margaretha (1441-1485), dochter van hertog Ziemovit V van Rawa. Ze kregen een dochter:
- Barbara (1465-1479), hertogin van Oels